# Vilmos Zsigmond
Dans le nom hongrois Zsigmond Vilmos, le nom de famille précède le prénom, mais cet article utilise l’ordre habituel en français Vilmos Zsigmond, où le prénom précède le nom.

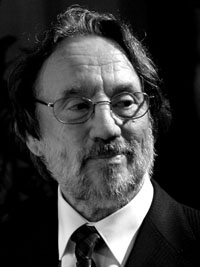
Vilmos Zsigmond en 2004.

Vilmos Zsigmond ([ʒiɡmond]), né le 16 juin 1930 à Szeged (Hongrie) et mort le 1er janvier 2016 à Big Sur (Californie), est un chef opérateur américain d'origine hongroise. Collaborateur de réalisateurs comme Robert Altman, Jerry Schatzberg, Steven Spielberg, Brian De Palma, Michael Cimino, ou Woody Allen, il est l'un des chefs opérateurs emblématiques du « Nouvel Hollywood ».

## Carrière
Lors de ses études de cinéma à l'Académie des arts du théâtre et du cinéma de Budapest, Vilmos Zsigmond rencontre László Kovács, avec lequel il filmera les évènements de l'insurrection de Budapest en 1956. Ils s'enfuient alors tous les deux ensemble vers les États-Unis. Ils s'installent alors à Los Angeles, où ils travaillent comme techniciens et photographes dans un laboratoire de photographie.
À partir de 1963, Zsigmond travaille sur de nombreux films à petit budget ou d'école, cherchant l'opportunité d'entrer à Hollywood. Il prend parfois le nom de « William Zsigmond ». Le premier film américain sur lequel il travaille est The Sadist, avec Arch Hall, Jr. (en)
Sa carrière se lance au début des années 1970 avec son travail sur le western John McCabe de Robert Altman, avec qui il signera également Images et Le Privé. Une partie de la profession lui reprochera les éclairages enfumés de John McCabe, qui étaient pourtant la volonté d'Altman.

Enfin reconnu, Zsigmond collabore avec des réalisateurs émergeant des années 1970, comme John Boorman (Délivrance), Jerry Schatzberg (L'Épouvantail, Vol à la tire, No Small Affair), Mark Rydell (Permission d'aimer, The Rose, La Rivière), Brian De Palma (Obsession, Blow Out, Le bûcher des vanités), Martin Scorsese (La Dernière Valse), Michael Cimino (Voyage au bout de l'enfer, La Porte du paradis) ou encore Steven Spielberg (Rencontres du troisième type (Close Encounters of the Third Kind), Sugarland Express).
Il sera l'un des principaux réalisateurs (avec Gyorgy Illes) lors du tournage du spectaculaire concert donné pour la première fois derrière le rideau de fer en 1986 au Nepstadium de Budapest par Freddie Mercury et son groupe Queen.
Il est l'un des deux chef opérateurs avec qui Brian De Palma préfère travailler (l'autre étant Stephen H. Burum) car « ce sont eux qui [le] comprennent le mieux. » Selon De Palma, Zsigmond est un « grand artiste » qui préfère ne pas travailler s'il doit le faire dans de mauvaises conditions, ce qui explique qu'il fasse peu de films à certaines périodes. De Palma estime qu'ils ont essayé beaucoup de choses différentes ensemble. Zsigmond aime désaturer les couleurs, ce qu'il a fait sur des films de Robert Altman en utilisant la technique du « flashage » qui consiste à exposer le négatif à la lumière une première fois avant de filmer pour donner un aspect laiteux à l'image.
Vilmos Zsigmond reçoit un Oscar pour la meilleure photographie en 1978 pour Rencontres du troisième type (Close Encounters of the Third Kind) et un prix pour l'ensemble de sa carrière en 1999 décerné par l'American Society of Cinematographers (ASC).
Selon le sondage réalisé par l'International Cinematographers Guild, Vilmos Zsimond fait partie des chefs opérateurs qui se sont révélés « les plus influents depuis la naissance du cinéma ».

## Filmographie partielle
- 1963 : Le Sadique (The Sadist ou Sweet Baby Charlie) de James Landis
- 1964 : The Incredibly Strange Creatures Who Stopped Living and Became Mixed-Up Zombies de Ray Dennis Steckler
- 1968 : Le Jeu de la mort (The Name of the Game Is Kill!) de Gunnar Hellström
- 1971 : John McCabe (McCabe & Mrs. Miller) de Robert Altman
- 1971 : L'Homme sans frontière (The Hired Hand) de Peter Fonda
- 1972 : Images de Robert Altman
- 1972 : Délivrance de John Boorman
- 1973 : Le Privé (The Long Goodbye) de Robert Altman
- 1973 : L'Épouvantail (Scarecrow) de Jerry Schatzberg
- 1973 : Permission d'aimer (Cinderella Liberty) de Mark Rydell
- 1974 : Sugarland Express de Steven Spielberg
- 1976 : Vol à la tire (Sweet Revenge) de Jerry Schatzberg
- 1976 : Obsession de Brian De Palma
- 1977 : Rencontres du troisième type (Close Encounters of the Third Kind) de Steven Spielberg
- 1978 : The Rose de Mark Rydell
- 1978 : Voyage au bout de l'enfer (The Deer Hunter) de Michael Cimino
- 1980 : La Porte du paradis (Heaven's Gate) de Michael Cimino
- 1981 : Blow Out de Brian de Palma
- 1984 : No Small Affair de Jerry Schatzberg
- 1984 : La Rivière de Mark Rydell
- 1987 : Les Sorcières d'Eastwick de George Miller
- 1989 : Les Maîtres de l'ombre (Fat Man and Little Boy) de Roland Joffé
- 1990 : Le Bûcher des vanités (The Bonfire of the Vanities) de Brian de Palma
- 1990 : The Two Jakes de Jack Nicholson
- 1993 : Sliver de Phillip Noyce
- 1994 : Maverick de Richard Donner
- 1995 : Crossing Guard (The Crossing Guard) de Sean Penn
- 1995 : Assassin de Richard Donner
- 1996 : L'Ombre et la Proie de Stephen Hopkins
- 2001 : Le Tombeau de Jonas McCord
- 2004 : Melinda et Melinda de Woody Allen
- 2004 : Père et Fille (Jersey Girl) de Kevin Smith
- 2006 : Le Dahlia noir (The Black Dahlia) de Brian de Palma
- 2007 : Le Rêve de Cassandre (Cassandra's Dream) de Woody Allen
- 2010 : Vous allez rencontrer un bel et sombre inconnu (You Will Meet a Tall Dark Stranger) de Woody Allen
- 2013 : Compulsion d'Egidio Coccimiglio